# جان ماتیسون (فیلم‌بردار)
جان ماتیسون (انگلیسی: John Mathieson؛ زادهٔ ۳ مهٔ ۱۹۶۱) یک فیلم‌بردار اهل بریتانیا است. وی از سال ۱۹۸۸ میلادی تاکنون مشغول فعالیت بوده‌است.
وی فیلم‌بردار فیلم‌هایی همچون بیگو، دشمن کشور، گلادیاتور، هانیبال مردان چوب‌کبریتی، شبح اپرا
وی برنده جایزه بفتا بهترین فیلم‌برداری ۲۰۰۰ و جایزه ستلایت بهترین فیلم‌برداری ۲۰۰۰ شده‌است.

## فیلم‌شناسی
- Peek-a-Boo (سوزی اند د بنشیز) ۱۹۸۸
- Never Come Morning (۱۹۸۹)
- Imaginary Landscapes (۱۹۸۹)
- 3 Chains o' Gold (۱۹۹۴)
- Remembrance of Things Fast: True Stories Visual Lies (۱۹۹۴)
- Pigalle (۱۹۹۴)
- Bye-Bye (۱۹۹۵)
- There Is a Light That Never Goes Out (۱۹۹۵)
- Mirror, Mirror (۱۹۹۶)
- Twin Town (۱۹۹۷)
- The Hunger: The Swords (۱۹۹۷)
- Angoisse (۱۹۹۸)
- بیگو (۱۹۹۸)
- Love Is the Devil: Study for a Portrait of Francis Bacon (۱۹۹۸)
- دشمن کشور (۱۹۹۸)
- Plunkett & Macleane (۱۹۹۹)
- گلادیاتور (۲۰۰۰)
- هانیبال (۲۰۰۱)
- K-PAX (۲۰۰۱)
- A Fairy Story (۲۰۰۲)
- مردان چوب‌کبریتی (۲۰۰۳)
- Trauma (۲۰۰۴)
- شبح اپرا (۲۰۰۴)
- قلمرو بهشت (۲۰۰۵)
- Stoned (۲۰۰۵)
- آگوست راش (۲۰۰۷) dir کیرستن شریدان
- After.Life (2008) (pre-production)
- "Cracks" (۲۰۰۹)
- رابین هود (۲۰۱۰)
- برک و هیر (۲۰۱۰)
- مردان اکس: کلاس اول (۲۰۱۱)
- Great Expectations (۲۰۱۲)
- ۴۷ رونین (۲۰۱۳)
- The Man from U.N.C.L.E.'